# Долгоруков, Владимир Петрович (генерал-майор)
Князь Владимир Петрович Долгоруков (1773—1817) — русский офицер из рода Долгоруковых, генерал-майор, отец историка и публициста П. В. Долгорукова.

## Биография
Родился в апреле 1773 года и был старшим сыном генерала от инфантерии князя Петра Петровича Долгорукова и супруги его Анастасии Симоновны, урожденной Лаптевой.
Почти с колыбели он был записан в гвардию: сержантом в 1781 году, младшим адъютантом в 1783 г. в штаб генерал-поручика Нащокина, флигель-адъютантом «с заслугою за подпоручичий и поручичий чины по одному году» 9 декабря 1784 г. и, наконец, генерал-адъютантом 28 июля 1789 г., когда он был назначен «в штаб генерал-аншефа и разных орденов кавалера князя Юрия Владимировича Долгорукого». 4 ноября 1789 г. князь был произведен в подполковники в Александрийский легкоконный полк, а из него в 1790 году переведен в Смоленские драгуны.
С этим полком он участвовал в походе против турок в армии князя Потемкина. В 1794 году он сражался под знаменами Суворова в Польше. В следующем 1795 году князь Долгоруков произведен в полковники, с назначением командиром Павлоградского легкоконного полка, а в 1796 году участвовал в Персидском походе в корпусе графа Валериана Зубова. По кончине Екатерины II война России с Персией была прекращена императором Павлом.
Граф Валериан Зубов, командовавший русской армией, несмотря на все козни врагов, не подвергся гневу государя, но четыре подчиненных ему кавалерийских полковника, в том числе князь Владимир Петрович Долгоруков и знаменитый впоследствии герой двенадцатого года, Николай Николаевич Раевский, были отданы под суд по обвинению в разных злоупотреблениях. Но обвинения эти оказались ложными, и все четыре подсудимые были оправданы. 23 ноября 1798 года Император Павел I произвел князя Владимира Петровича в генерал-майоры, с назначением в свиту Его Величества, и, кроме того, лично возложил на князя орден св. Иоанна Иерусалимского.
22 марта 1799 года князь Долгоруков был назначен шефом Кавалергардского корпуса гр. Литта. В августе того же года князь был назначен в корпус генерала Римского-Корсакова, действовавший против французов в Швейцарии, и прибыл к месту нового назначения накануне несчастного Цюрихского сражения. После того он лишился бригады и был назначен членом Военной коллегии. В феврале 1800 года ему велено состоять по армии, а 7 марта того же года он был отставлен от службы. В ноябре 1800 года он снова был принят на службу в Татарско-Литовский полк, но уже в марте 1801 года снова уволен от службы. Наконец, после воцарения императора Александра І, князь Владимир Петрович ещё раз поступил на службу и был назначен шефом того же Татарско-Литовского полка.
При открытии кампании 1805 года он просил разрешения участвовать в ней, на что и получил согласие. Но князю Владимиру Петровичу не было удачи: он прибыл в армию накануне Аустерлицкого сражения, но не успел принять в нём деятельного участия. Желая все же чем-либо оправдать милость нового государя, князь Долгоруков отправился в следующем 1807 году, при открытии войны с Турцией, в Молдавскую армию. Здесь он получил бригаду в корпусе Милорадовича. 6 декабря ему удалось взять город Галац, где были большие неприятельские магазины. После того князь пробыл ещё некоторое время в армии, участвовал в делах при Турде, Журжеве и Браилове, но, потеряв здоровье вследствие климатических условий, он окончательно вышел в отставку. Увольнение он получил 11 февраля 1808 года, с правом ношения мундира.
После этого он провел остальные годы своей жизни в кругу семейства главным образом в селе Спешневе, своем имении близ г. Черни, в Тульской губернии. В 1812 году он женился на Варваре Ивановне Пашковой, которой лишился уже в 1816 г., после четырёх лет полного счастья. Жену свою князь Владимир Петрович пережил всего на год и скончался в Москве, где и похоронен рядом с супругой в московском Новодевичьем монастыре.
Он оставил сына Петра, известного генеалога, составителя монографии о роде князей Долгоруковых. Князь Владимир Петрович Долгоруков был, по словам современников, прекрасной души человек, но не имел ни блестящих качеств своих младших братьев, ни их счастья. Знаменитый Суворов всегда с похвалами отзывался о военных дарованиях князя, но им не суждено было развернуться.